# Tallinni Zsidó Iskola
A Tallinni Zsidó Iskola (észtül: Tallinna Juudi Kool) orosz tanítási nyelvű gimnázium Észtország fővárosában, Tallinnban. Az iskola Tallinn belvárosában (Kesklinn), a Karu utca 16. szám alatt található. Igazgatója 2010-től Igor Lirisman. Észtország egyetlen zsidó iskolája. Ezen kívül csak zsidó vasárnapi iskolák vannak Tartuban, Narvában és Kohtla-Järvében.

## Története
A mai iskola 1923–1940 között működött Tallinni Zsidó Magángimnázium (Tallinna Juudi Algkool) utóda, de gyökerei 1919-ig nyúlnak vissza. Akkor hozták létre a zsidó általános iskolát Tallinnban. Ezt 1923-ban középiskolává fejlesztették. Az 1924. február 23-i hivatalos megnyitón Konstantin Päts államfő, valamint a vallásügyi miniszter és Tallinn polgármestere is részt vettek. 1925-től a későbbi bezárásáig a gimnázium igazgatója a breszt-litovszki származású Sámuel Gurin (1888–1956) volt. 1927-től az iskolát az észtországi Zsidó Kulturális Tanács (Juudi Kultuurvalistus) finanszírozta, 1930-tól pedig az iskola hivatalos neve a Zsidó Kulturális Tanács Tallinni Gimnáziuma (Juudi Kultuurvalistuse Tallinna Ühisgümnaasium) volt. Az iskola 1937-ben ismét nevet változtatott, Tallinni Zsidó Magángimnázium lett ismét, és ekkor a tallinni ötosztályos zsidó általános iskolát is a gimnáziumhoz csatolták. Észtország szovjet megszállása után a hatóságok 1940-ben bezárták. Az iskola épületét később a Szovjet Haditengerészet használta.
1990. szeptember 1-jén, még az észt függetlenség visszaállítása előtt nyílt meg újra. Tekintettel arra, hogy az iskola orosz tannyelvű, az észtországi zsidóság kb. harmadát kitevő észt anyanyelvű zsidó családok inkább észt iskolákba járatják a gyerekeiket. Az iskola magániskolaként működik, állami támogatást nem kap, az észtországi zsidó közösség finanszírozza.

## Oktatási tevékenység
Az iskolában 45 perces órák vannak. Az első óra 8.15-kor kezdődik. Az iskola 12 osztállyal működik. 2009-ben 250 diákja és 33 tanára volt. A tanítás nyelve az orosz, de több tantárgyat észt nyelven oktatnak. Az iskolában diákönkormányzat működik. Az észt tanterv szerinti hagyományos tantárgyakon kívül hébert, zsidó történelmet és zsidó hagyományokat is oktatnak.
Az iskola a Karu utcai zsidó központban található, mellette működik a tallinni zsinagóga, a zsidó kulturális központ és a zsidó közösségi ház.